# Wäschekorb

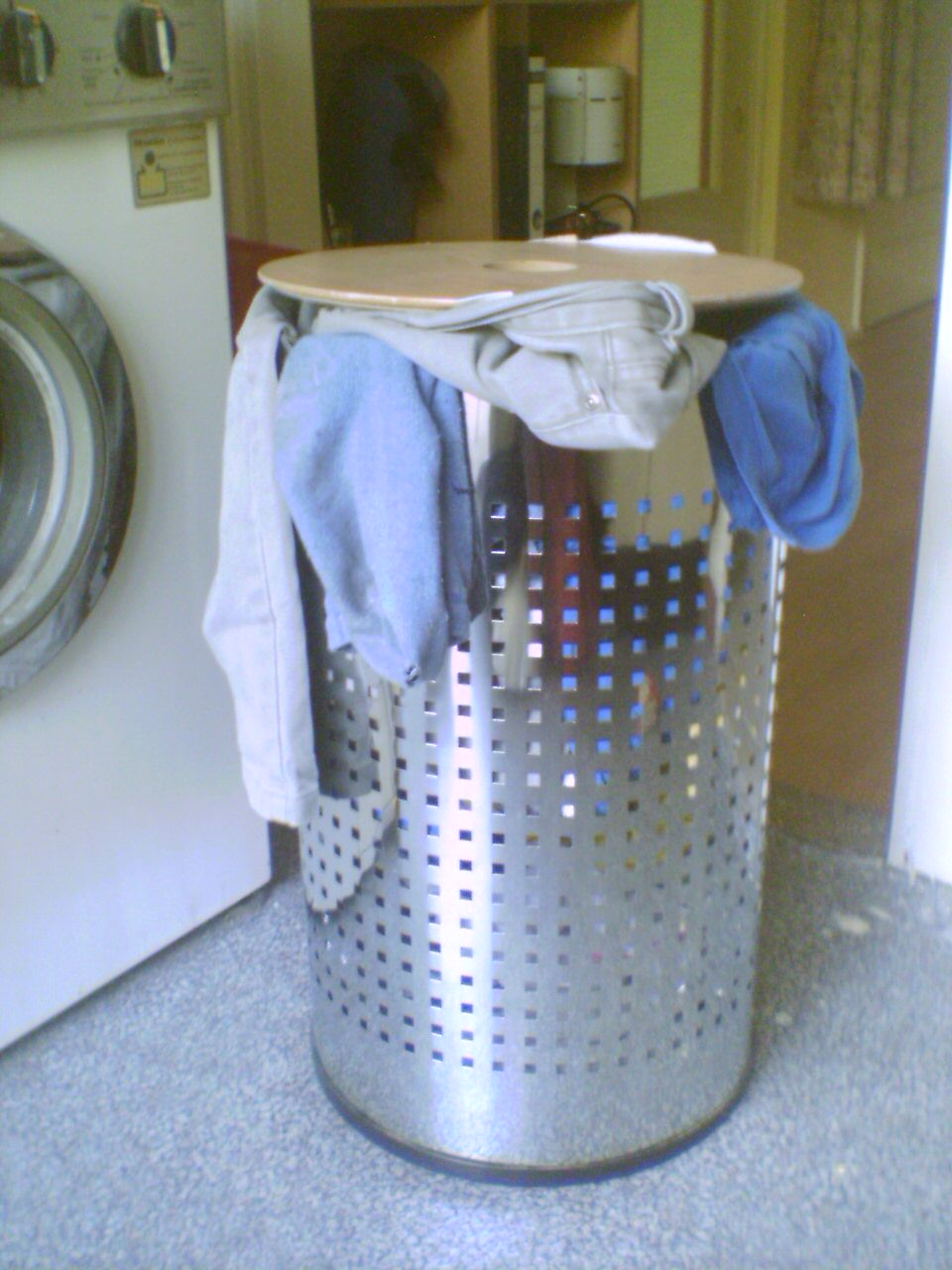
Wäschepuff für Schmutzwäsche

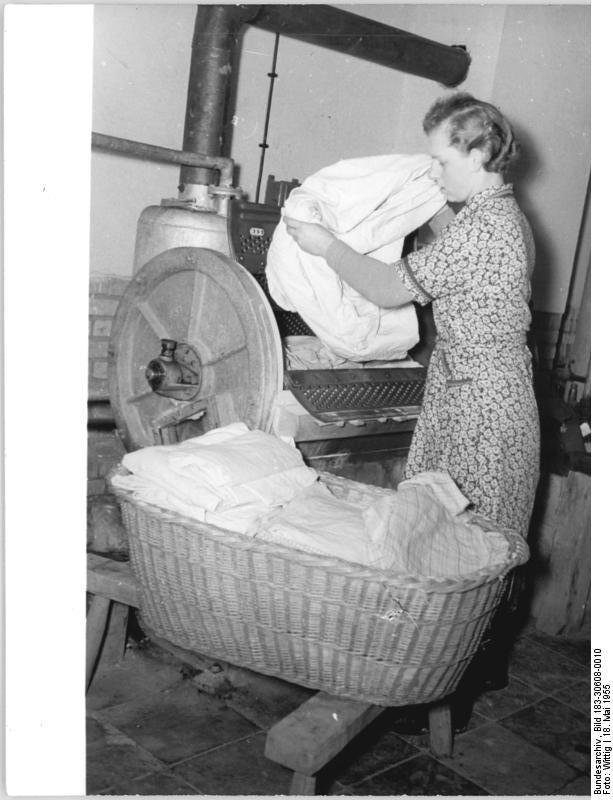
Stapeln der Wäsche zum Transport

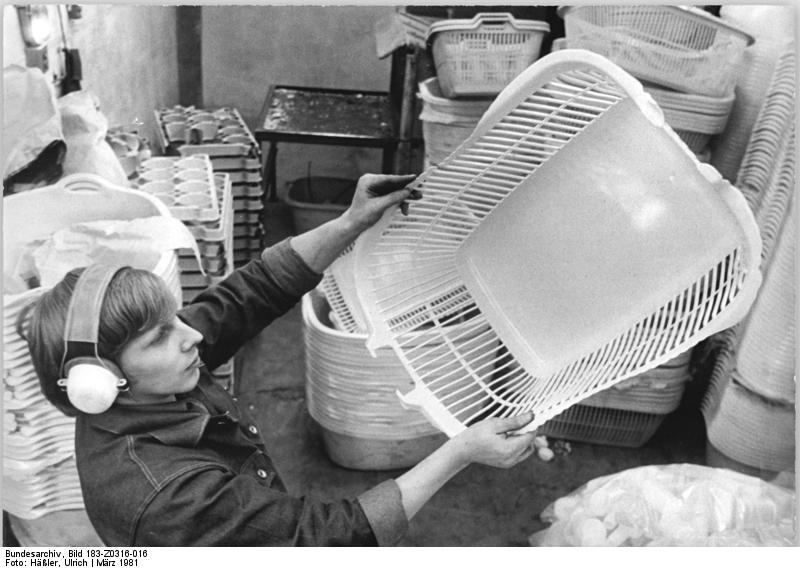
Herstellung von Plastik-Wäschekörben im VEB Preßwerk Ottendorf-Okrilla

Ein Wäschekorb oder Wäschepuff dient der Sammlung und Aufbewahrung von schmutziger Wäsche (z. B. Kleidung) vor dem Waschvorgang.

## Beschaffenheit
Wäschekörbe gibt es in vielfältigen Ausführungen. So finden sich beispielsweise sowohl runde als auch truhenartige Körbe. Die Materialien von Wäschekörben variieren ebenfalls. Gängig sind hierbei unter anderem Metall, Holz, Stoff, Kunststoff oder ein Flechtwerk aus Weide oder Rattan. Meist sind Wäschekörbe luftdurchlässig gestaltet, so dass in der Wäsche zurückgebliebene Feuchtigkeit entweichen kann. Besonders hölzerne oder geflochtene Körbe haben im inneren oft einen befestigten Wäschesack aus Stoff, welcher die Wäsche aufnimmt. Wäschekörbe können auch als Sitzgelegenheit dienen.

## Waschkorb oder Wäschekorb
Zum Transport nasser gewaschener Wäsche werden ebenfalls sogenannte Waschkörbe (auch Wäschekörbe genannt) oder Wannen benutzt. Nach Krünitz ist der Waschkorb ein „in der Haushaltung, (...) viereckiger flacher Korb, die Wäsche darin fortzubringen.“
Waschkörbe bestehen meist aus geflochtenem Rattan oder Kunststoff. Die Form variiert heute von viereckig über rund bis hin zu rechteckig. An den beiden kürzeren Seiten finden sich häufig Tragegriffe, so dass der Waschkorb leicht von einer Person getragen werden kann.